# Юмер Елшани
Юмер Елшани (на албански: Ymer Elshani) е косовски учител, преводач, поет и писател на произведения в жанра драма, лирика и детска литература.

## Биография и творчество
Юмер Елшани е роден 14 юни 1948 г. в село Долно Коротице, община Глоговац, Косово, Югославия, в многодетно семейство. В училище има отличен успех. Започва да пише поезия още на 10-годишна възраст. Когато е в 7-и клас е публикувано първото му стихотворение „На лов“ в списание „Пионери“. Учи в гимназията в Прищина, където получава подкрепа за творчеството си от учителя Реджеп Ходжа. Стиховете му са публикувани в страницата за деца на вестник „Рилинджа“, в списание „Шендети“ и в списанията „Гезими“ и „Фатоси“, които се издават в Скопие. През 1967 г. започва да пише разкази.
През 1968 г., докато е първа година в Прищинския университет, участва в демонстрация в Прищина, за което е разследван, заплашен е от изключване и поставен под наблюдение от държавните органи. Известно време в Прищина живее в къщата на писателя Небил Дураку.
Първата му стихосбирка „Çka ëndërrojne lulet“ (Какво сънуват цветята) е публикувана през 1971 г.
Завършва Факултета по албански език и литература с бакалавърска степен през октомври 1972 г. След дипломирането си в продължение на четири години работи в основното училище в село Коморани. После се премества в гимназията „Скендербег“ в Глоговац (днес Дренас). От септември 1977 г. става директор на гимназията, но името на училището е променено на „Маршал Тито“, и тя е преобразувана в Ориентиран център за средно образование с нови технически класове. В работата си се проявява като успешен организатор, а училището завършват отлични ученици, които по-късно стават лекари, професори, икономисти, и др. интелектуалци.
През 1978 г. той получава магистърска степен по филология с дипломна работа на тема „детската поезия в периода 1946 – 1976 г. в Югославия“.
На 2 април 1981 г. в Глоговац избухват демонстрации в подкрепа на републиката, в които участват и ученици от гимназията. Демонстрацията е разпръсната от властите, а някои демонстранти са ранени. Властите търсят „виновници“ и Юмер Елшани е уволнен заради обвинение в опортюнистично отношение. Забранено му е да публикува и е следен от служителите на полицията.
В продължение на пет години работи в земеделието, като едновременно продължава да пише стихотворения и разкази.
През 1985 г. получава работа в завода „Фероникел“ като преводач. През това време превежда книгата „Хиляда и една нощ“ и публикува сборника си с разкази „Старецът с цигулката“ (1984). През 1992 г. отново е уволнен.
През 1994 г. отново получава работа като заместник-директор в гимназията. От 1996 г. е назначен за съветник по албански език и литература и работи по запазването и развитието на преподаването на албански език в община Глоговац.
При избухването на войната в Косово през 1998 г. той се връща в село Долно Коротице. След интервенцията на НАТО е изгонен от селото на 15 април 1999 г., заедно със семейството си и се установява в село Поклек. На 17 април 1999 г., рано сутринта, семейството му с група бежанци се опитват да отиват до Глоговац, но са върнати от сръбската полиция. Установяват се в къщата на Синан Муцоли в Поклек. Същият ден е изведен и убит от сръбските сили на полицията заедно със съпругата си, четиримата си сина, майка, снаха и близо шестдесет селяни от Поклек.

## Произведения

### Поезия
- Çka ëndërrojne lulet (1971)
- Anija e miqësisë (1972)
- Unaza magjike (1980)
- Kaloresi i bardhë (1987)

### Проза
- Ndodhitë e Hundëkarrotës (1971) – роман
- Ishulli i lumturisë (1973) – разкази
- Aventurat mbi trotinetin e vjetër (1975) – роман
- Loti udhëtar (1977) – разкази
- Plaku me violinë (1984) – разкази
- Guri i çmueshëm (1999) – разкази
- Perjjetimet e bardhoshit (1989) – разкази

посмъртно
- Ylli ëndërrimtar (2000) – стихотворение
- Vajza e diellit (2000) – разкази
- Njohja e trimave (2000) – разкази и приказки
- Perralla per ylberin (2000) – поема
- Gjeli i kuq (2000) – избрани разкази
- Zogu i lirise (2001) – стихотворение
- Le të vijë në Sharr pranvera (2002) – поема
- Gjelastreni mendjelehtë (2001) – стихотворения
- Udhetimet e Xhuxhimaxhuxhit (2008) – роман